# 박원석 (1923년)
박원석(朴元錫, 일본식 이름: 德田元敎 도쿠타 모토쿄, 1923년 3월 27일 ~ 2015년 11월 30일)은 대한민국의 군인, 정치인, 기업가이다. 본관은 밀양(密陽)이고 호는 의봉(義峰)이다.

## 생애
충청남도 대전군(현 대전광역시) 출신으로 일제 강점기 1942년 봄에 대전공립중학교를 졸업하고 일본육군사관학교(육군사관학교 예과의 후신으로 1937년 8월 육군사관학교에서 독립함)에 진학했다. 1943년 12월 예과를 제58기로 마친 뒤 일본 육군 항공사관학교를 1945년 3월 졸업했다. 1945년 7월에 일본군 항공대 소위로 태평양 전쟁에 참전했다. 1948년 4월 육군사관학교를 제5기로 졸업하고 박정희에게는 일본육사 1기 후배가 된다.
태평양 전쟁 종전 후에 미군정 지역으로 월남 하여 대한민국 국군에 참여했다. 육군사관학교를 제5기로 졸업하고 대한민국 육군에 설치된 항공사관학교 교수부장을 지내던 중, 1949년 경 박정희가 남조선로동당 가담 혐의로 체포되었을 때 군내 남로당 조직의 말단 조직원으로 의심을 받은 적이 있다. 1949년 10월 1일 대한민국 공군 창설에 참여하여 공군으로 전군한 후 1956년 공군대학을 창설하고 교장이 되었으며, 1960년에는 공군사관학교 교장에 올랐다.
1961년 박정희가 5·16 군사 정변을 일으켜 정권을 잡은 뒤, 박원석은 1962년 공군참모차장, 1963년 대한민국 중앙정보부 차장, 국가재건최고회의 외교국방위원장을 맡는 등 정변 세력에 의해 중용되었다. 육군사관학교 동기인 김재춘이 중정 부장을 맡았을 때 차장으로 근무하면서 함경도 인맥의 만주군 출신 정변 가담 세력을 숙청하는 일명 '알라스카 토벌 작전'을 수행하기도 했다.
1964년 7월부터 약 2년 동안 8대 공군참모총장을 맡았고, 1966년에 공군 중장으로 예편한 뒤 곧바로 대한석유공사(현 SK에너지) 사장에 임명되어 1975년 3월까지 재직했다. 이후 재향군인회 자문위원, 전국경제인연합회 (이사), 쌍용 시멘트 고문, 쌍용정유(현 S-Oil) 회장 등을 지냈다.
2008년 민족문제연구소가 발표한 친일인명사전 수록예정자 명단 중 군 부문에 선정되었다.

## 같이 보기
- 일본육군사관학교
- 공군대학
- 공군사관학교

## 참고 자료
- 박원석(朴元錫) - 국사편찬위원회

| 전임 서정순(기획운영차장) 이영근(행정차장) | 제3대 중앙정보부 차장 1963년 2월 22일 ~ 1963년 7월 19일 | 후임 신직수 |

| 전임 장성환 | 제8대 공군참모총장 1964년 8월 1일 ~ 1966년 8월 1일 | 후임 장지량 |